# Spaniocerca bicornuta
Spaniocerca bicornuta är en bäcksländeart som beskrevs av Mclellan 1987. Spaniocerca bicornuta ingår i släktet Spaniocerca och familjen Notonemouridae. Inga underarter finns listade i Catalogue of Life.